# Kisdomása
Kisdomása (szlovákul: Malá Domaša) község Szlovákiában, az Eperjesi kerület Varannói járásában.

## Fekvése
Varannótól 17 km-re északra, a Kisdomásai-víztározó délkeleti (külterülete a teljes keleti) partján fekszik.

## Története
1317-ben említik először.
A 18. század végén Vályi András így ír róla: „Kis Domasa. Tót falu Zemplén Vármegyében, földes Ura Gróf Sztáray Uraság, lakosai katolikusok, fekszik Ondova vize mellett, Varannótól más fél mértföldnyire, határja három nyomásbéli, ’s földgyei, ha trágyáztatnak tiszta búzát is teremnek, réttye hasznos fűvet hoz, és kétszer kaszáltatik, legelője elég, fája tűzre, és épűletre, alkalmatos eladása Stropkon és Homonnán, só alatt való fuhározással, és kapával való keresetre is jó módgyok lévén, első Osztálybéli.”
Fényes Elek 1851-ben kiadott geográfiai szótárában így ír a faluról: „Domasa (Kis), Zemplén v. tót falu, Zsalobina fil. 272 romai, 48 gör. kath., 14 zsidó lak. 599 h. szántóföld. F. u. gr. Barkóczy. Ut. p. N.-Mihály.”
Borovszky Samu monográfiasorozatának Zemplén vármegyét tárgyaló része szerint: „Kisdomása, ondavamenti tót kisközség 49 házzal és 265 róm. kath. vallású lakossal. Postája Újszomotor, távírója Tavarna és vasúti állomása Varannó. 1370-ben már két Domása szerepel s ekkor a Micz bán örökösök birtoka. Majd a Czudar családé lesz, de 1414-ben már a Rozgonyiakat is itt találjuk. 1494-ben Erdődi Bakócz Miklós, 1548-ban Erdődy Péter a földesura. Egyébiránt a sztropkói uradalom tartozéka volt, melynek az újabb korban a báró Perényi, a gróf Sztáray, az Ibrányi, a Rolly, a Nedeczky s a Beőthy családok voltak az urai. Most egy társaságnak van itt nagyobb birtoka. 1778-ban és 79-ben földrengés okozott sok kárt e községben s a földrengés 1885-ben és 90-ben megismétlődött. Katholikus temploma 1724-ben épült. Az egyháznak 1638-ból származó úrasztali kelyhe van, melyet Barkóczy László készíttetett. Itt, ezen a tájon fekhetett 1370 körül Sztaczina, vagyis, mint az akkori források írják: Strachina nevű vámszedő-hely, mely szintén a Micz bán örököseinek birtoka volt.”
1920 előtt Zemplén vármegye Varannói járásához tartozott.

## Népessége
| Év:            | 1994. | 2004.    | 2014.    | 2024.    |
| -------------- | ----- | -------- | -------- | -------- |
| Emberek száma: | 409   | 451      | 508      | 706      |
| Eltérés:       |       | +10,26 % | +12,63 % | +38,97 % |

| Év:            | 2023. | 2024.   |
| -------------- | ----- | ------- |
| Emberek száma: | 691   | 706     |
| Eltérés:       |       | +2,17 % |

1910-ben 266, túlnyomórészt szlovák lakosa volt.
2001-ben 450 lakosából 448 szlovák volt.
2011-ben 451 lakosából 442 szlovák.

## Nevezetességei
- Szűz Mária tiszteletére szentelt, római katolikus temploma 1769-ben épült.
- Nemesi kúriák.
- Vastartalmú ásványvízforrás.
- Kisdomásai-víztározó.